# Подшивалов, Дмитрий Игоревич
Дми́трий И́горевич Подшива́лов (18 января 1981, Москва) — российский футболист, нападающий.

## Карьера
Начинал карьеру в молодёжной команде «Динамо». В 1999 играл за «Динамо»-2 во втором дивизионе. Провёл 28 матчей, забил 12 голов. В 2000 дебютировал в высшем дивизионе. 8 июня, в матче 11-го тура против «Факела», выйдя на замену после перерыва вместо Виктора Воронкова. Всего в том сезоне Дмитрий сыграл 3 матча. В 2000 также играл за «Динамо»-2. В 2001 году выступал за дублирующий состав клуба в турнире дублёров. В 2002 он перешёл в тульский «Арсенал-2». Сыграл 31 матч и забил 2 гола во втором дивизионе, а также сыграл 1 матч в Кубке. В 2003 играл в щёлковском «Спартаке».